# Kenneth More
Kenneth More (n. 20 septembrie 1914 – d. 12 iulie 1982) a fost un actor englez de film și TV.

## Filmografie selectivă
- 1946 The Silence of the Sea (film TV) : germanul
- 1949 Man on the Run : Corp. Newman the Blackmailer
- 1949 Now Barabbas : Spencer
- 1949 Stop Press Girl : Police Sgt. 'Bonzo'
- 1950 Morning Departure : Lieut. Cmdr. James
- 1950 Chance of a Lifetime : Adam
- 1951 The Clouded Yellow : Willy Shepley
- 1951 The Franchise Affair : Stanley Peters
- 1951 The Galloping Major : Rosedale Film Studio Director
- 1951 No Highway in the Sky : Dobson, Co-Pilot (nemenționat)
- 1951 Appointment with Venus : Lionel Fallaize
- 1952 Brandy for the Parson : Tony Rackhman
- 1953 The Yellow Balloon : Ted
- 1953 Never Let Me Go : Steve Quillan
- 1953 Genevieve, regia Henry Cornelius : Ambrose Claverhouse
- 1953 Our Girl Friday : Pat Plunkett
- 1954 Doctor in the House : Richard Grimsdyke
- 1954 The Deep Blue Sea (BBC TV) : Freddie Page
- 1955 The Man Who Loved Redheads : Narrator (voce)
- 1955 Raising a Riot : Tony Kent
- 1955 The Deep Blue Sea : Freddie Page
- 1956 Reach for the Sky () as Douglas Bader
- 1957 The Admirable Crichton : Bill Crichton
- 1958 A Night to Remember : Second Officer Charles Herbert Lightoller
- 1958 Next to No Time : David Webb
- 1958 The Sheriff of Fractured Jaw : Jonathan Tibbs
- 1959 The Thirty-Nine Steps : Richard Hannay
- 1959 North West Frontier : Captain Scott
- 1960 Sink the Bismarck! : Captain Shepard
- 1960 Man in the Moon : William Blood
- 1961 The Greengage Summer : Eliot
- 1962 Heart to Heart (TV) : David Mann
- 1962 Some People : Mr. Smith
- 1962 Ziua cea mai lungă (The Longest Day) : Captain Colin Maud
- 1962 We Joined the Navy : Lt. Cmdr. Robert Badger
- 1964 The Comedy Man : Chick Byrd
- 1965 The Collector (nemenționat)
- 1966 Lord Raingo (TV) : Sam Raingo
- 1967 The Forsyte Saga (TV) : 'Young Jolyon' Forsyte
- 1967 The White Rabbit (TV) : Wing Cmdr. Yeo-Thomas
- 1968 Dark of the Sun, cunoscut și ca The Mercenaries : Doctor Wreid
- 1969 Bătălia pentru Anglia (Battle of Britain), regia Guy Hamilton
- 1969 Domnișoara doctor (Fräulein Doktor), regia Alberto Lattuada : colonelul Foreman
- 1969 Oh! What a Lovely War : Kaiser Wilhelm II
- 1970 Scrooge : Ghost of Christmas Present
- 1974 Father Brown (TV) : Father Brown
- 1976 The Slipper and the Rose: The Story of Cinderella : Chamberlain
- 1977 Călătorie spre centrul Pământului : Prof. Otto Linderbrock
- 1978 Leopard in the Snow : Sir Philip James
- 1978 An Englishman's Castle (TV) : Peter Ingram
- 1979 The Spaceman and King Arthur () as King Arthur
- 1980 A Tale of Two Cities (TV) : Dr. Jarvis Lorry (ultimul rol de film)